# Tetraxanthus
Tetraxanthus is een geslacht van kreeftachtigen uit de klasse van de Malacostraca (hogere kreeftachtigen).

## Soorten
- Tetraxanthus bidentatus (A. Milne-Edwards, 1880)
- Tetraxanthus rathbunae Chace, 1939